# Ernst Fleischl von Marxow

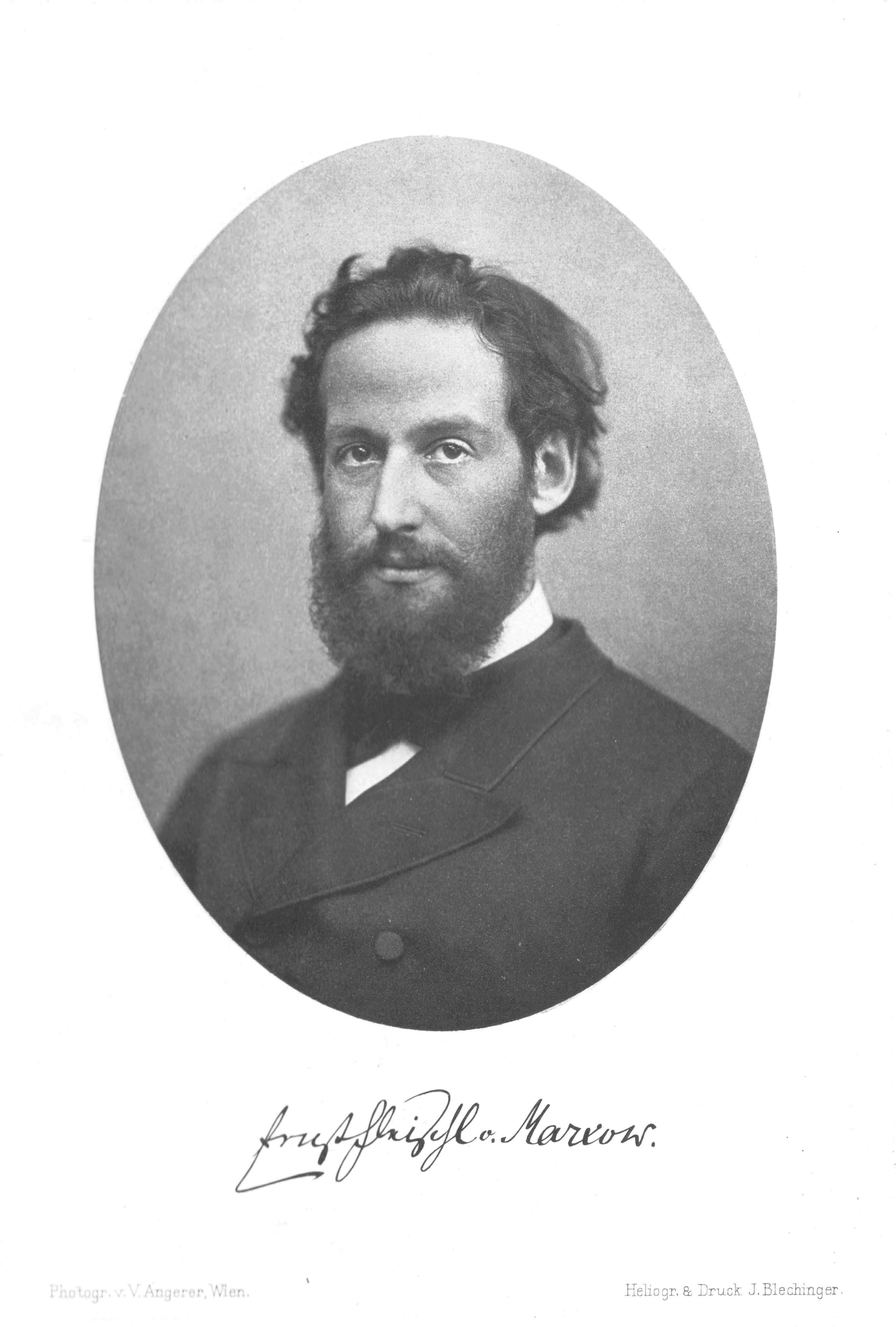
Ernst Fleischl von Marxow

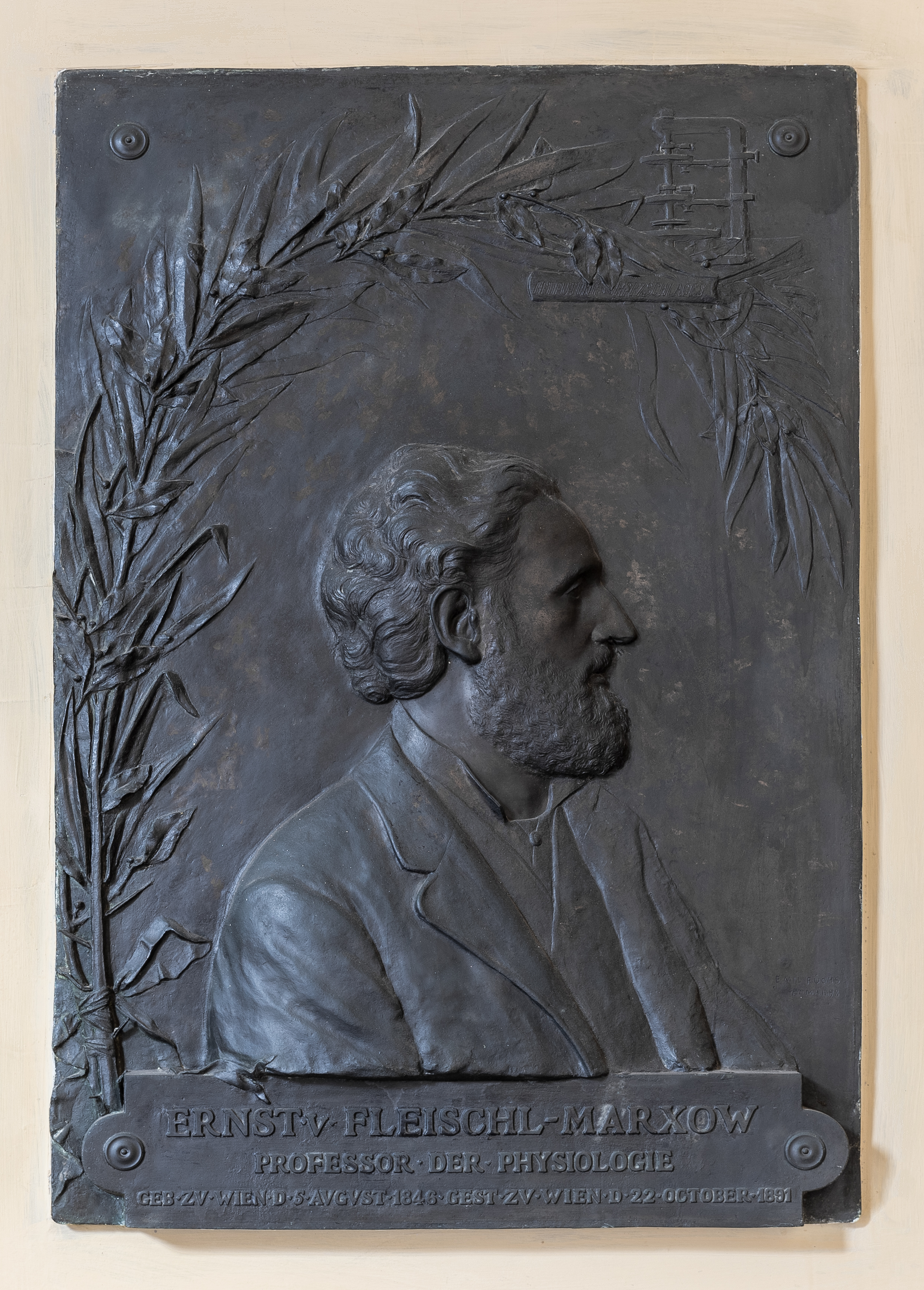
Basrelief (Bronze) von Ernst Fleischl von Marxow im Arkadenhof der Universität Wien

Ernst Fleischl Edler von Marxow (* 5. August 1846 in Wien; † 22. Oktober 1891 ebenda) war ein österreichischer Physiologe und Erfinder.

## Leben
Ernst Fleischl Edler von Marxow war der Sohn des Kaufmanns, Bankiers und Börsenrates Karl Fleischl (1818–1893), der 1875 als "Edler von Marxow" in den erblichen österreichischen Adelsstand erhoben wurde, und dessen Frau, der Schriftstellerin und Salonière Ida von Fleischl-Marxow (geb. Marx). Er studierte erst Mathematik, Physik und Chemie, dann Medizin an den Universitäten an der Universität Wien und in Leipzig. 1870 wurde er in Wien zum Dr. med. promoviert und war zunächst – wie schon während seiner Studienzeit – Assistent von Ernst Wilhelm von Brücke, dann Prosektor am Anatomischen Institut und Assistent von Carl von Rokitansky. Bei einer Obduktion infizierte er sich an der Hand mit Leichengift, ein Daumen musste amputiert werden. Als Folge davon litt er lebenslang unter schmerzhaften Neuromen im Amputationsstumpf, die sein enger Freund Sigmund Freud ab 1884 mit Kokain zu behandeln versuchte. Die suchtbildende Wirkung wurde dabei erst im Behandlungsverlauf entdeckt, Spätfolgen dieser Verletzung waren dann auch die Ursache seines Todes.
Fleischl-Marxow wandte sich nach seinem Unfall der Nerven- und Muskelphysiologie zu und war 1872 Assistent von Carl Friedrich Wilhelm Ludwig in Leipzig, nach seiner Rückkehr nach Wien 1873 dann wieder bei Ernst Wilhelm von Brücke, bei dem er sich als Privatdozent habilitierte. 1880 wurde er a.o. Professor für Physiologie an der Universität Wien. Im Jahr 1884 wurde er zum Mitglied der Leopoldina gewählt.
Er befasste sich mit Kreislaufproblemen und leistete Beiträge zur Nerven- und Muskelphysiologie sowie zur physikalischen und physiologischen Optik. Er konstruierte mehrere Messgeräte, verbesserte das 1872 von Gabriel Lippmann entwickelte Kapillarelektrometer und erfand das Hämometer. Er berichtete über die Weltausstellung 1876 in Philadelphia. 1883 gelang ihm die erste Ableitung der elektrischen Gehirntätigkeit über die Kopfhaut, womit er eine wesentliche Voraussetzung für die Elektroenzephalografie schuf.

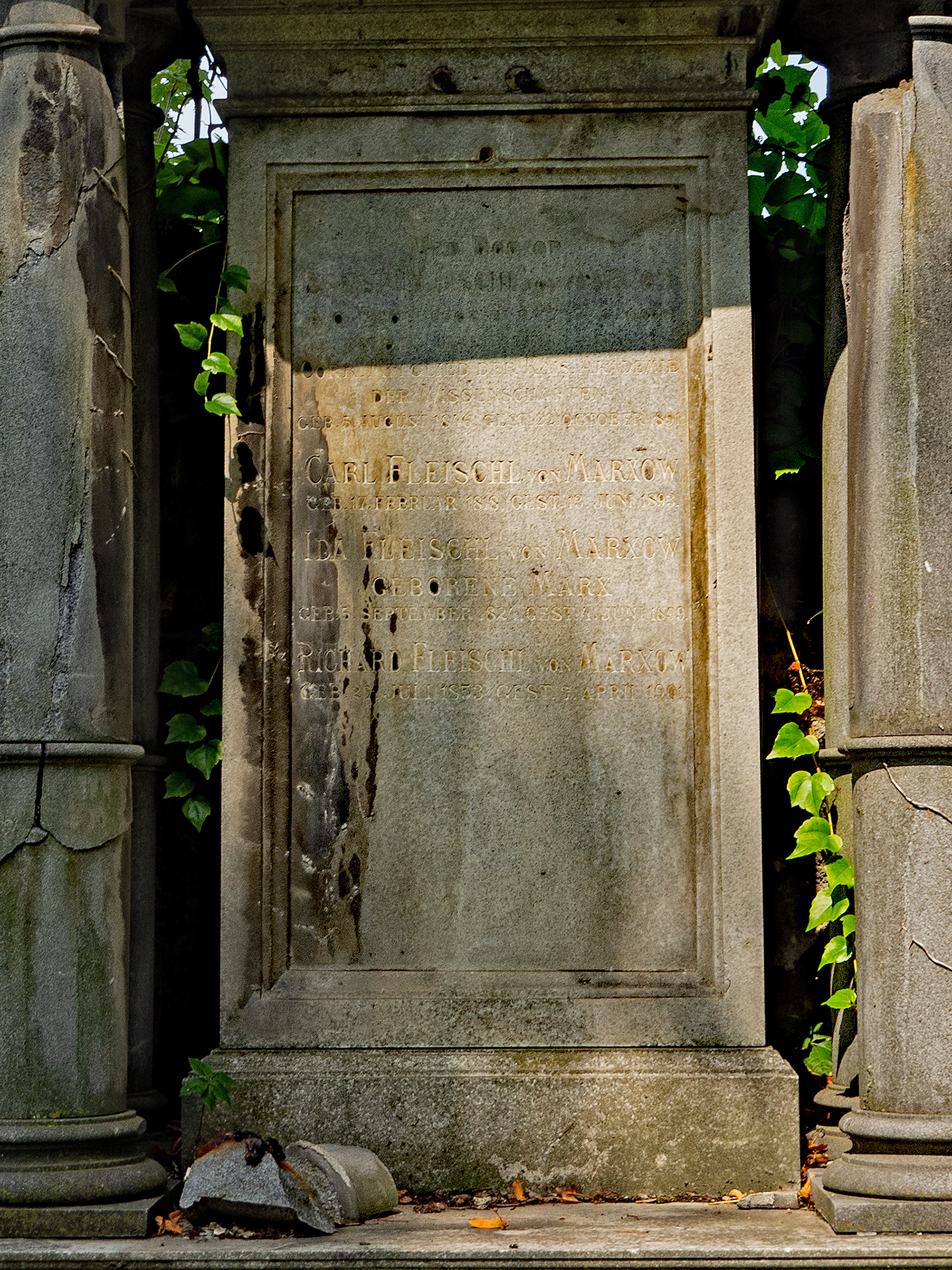
Grabstein von Ernst Fleischl von Marxow in der Alten Jüdischen Abteilung des Wiener Zentralfriedhofs

Sigmund Freud schrieb am 27. Juni 1882 in einem Liebesbrief an seine Verlobte Martha über Fleischl-Marxow:
„Gestern war ich bei meinem Freund Ernst von Fleischl, den ich bisher, solange ich nicht Marthchen kannte, in allen Stücken beneidet habe. Jetzt habe ich doch etwas voraus. Er ist, glaube ich, seit zehn oder zwölf Jahren mit einem Mädchen verlobt, das ihm gleichaltrig ist, unbestimmt lange auf ihn warten wollte und mit dem er aus mir unbekannten Gründen zerfallen ist. Er ist ein ganz ausgezeichneter Mensch, an dem Natur und Erziehung ihr Bestes getan haben. Reich, in allen Leibesübungen ausgebildet, mit dem Stempel des Genies in seinen energischen Zügen, schön, feinsinnig, mit allen Talenten begabt und fähig, in den allermeisten Dingen ein originelles Urteil zu schöpfen, war er immer mein Ideal, und ich war erst ruhig, als wir Freunde wurden und ich an seinem Können und Gelten eine reine Freude haben durfte. Ich brachte ihm diesmal ein Urteil über eine Streitschrift von ihm, er lehrte mich das japanische Spiel ›Go‹ und überraschte mich mit der Nachricht, daß er Sanskrit lerne.“
Seine letzte Ruhestätte fand Ernst Fleischl von Marxow im Familiengrab in der Alten Jüdischen Abteilung des Wiener Zentralfriedhofs (Tor 1, Gruppe 6, Reihe 29, Nr. 86). Der Grabstein ist mittlerweile verwittert und teilweise unleserlich.

## Ehrungen
- Ritter des Franz-Joseph-Ordens
- ab 1887 korrespondierendes Mitglied der Akademie der Wissenschaften in Wien.
- Im Arkadenhof der Wiener Universität – der Ruhmeshalle der Universität – steht seit 1898 eine Büste von Fleischl-Marxow, geschaffen von Emil Fuchs. Im Rahmen von „Säuberungen“ durch die Nationalsozialisten Anfang November 1938 wurden zehn Skulpturen jüdischer oder vermeintlich jüdischer Professoren im Arkadenhof im Zusammenhang der „Langemarck-Feier“ umgestürzt oder mit Farbe beschmiert. Bereits zu diesem Zeitpunkt hatte der kommissarische Rektor Fritz Knoll eine Überprüfung der Arkadenhof-Plastiken veranlasst; auf seine Weisung hin wurden fünfzehn Monumente entfernt und in ein Depot gelagert, darunter diejenige von Ernst von Fleischl-Marxov.[2] Nach Kriegsende wurden im Jahr 1947 alle beschädigten und entfernten Denkmäler wieder im Arkadenhof aufgestellt.

## Veröffentlichungen
- Ueber den Bau der Sogenannten Schilddrüse, des Frosches. Sitzungsberichte der Kaiserlichen Akademie der Wissenschaften. Wien 1868.
- Eine Lücke in Kant's Philosophie und Eduard von Hartmann. Rösner, Wien 1872.
- Untersuchung über die Gesetze der Nervenerregung. Sitzungsberichte der Kaiserlichen Akademie der Wissenschaften. Wien 1875–80.
- Die Doppelte Brechung des Lichtes in Flüssigkeiten. Wien 1884.
- Die Deformation der Lichtwellenfläche im Magnetischen Felde. Wien 1885.
- Mittheilung, betreffend die Physiologie der Hirnrinde. Zentralblatt Physiologie, 1890
- Gesamte Abhandlungen. Hrsg. von Otto Fleischl von Marxow. Mit einer bibliographischen Skizze von Sigmund Exner. Barth, Leipzig/Wien 1893.